# ATC R07 – Egyéb légzőrendszerre ható készítmények
Az ATC R07 – Egyéb légzőrendszerre ható készítmények a gyógyszerek anatómiai, gyógyászati és kémiai osztályozási rendszerének (ATC) egyik alcsoportja.
| ATC R   | Légzőrendszer                            |
| ------- | ---------------------------------------- |
| ATC R01 | Nazális gyógyszerkészítmények            |
| ATC R02 | Gégészeti gyógyszerkészítmények          |
| ATC R03 | Obstruktív légúti betegségek gyógyszerei |
| ATC R05 | Köhögés és meghűlés gyógyszerei          |
| ATC R06 | Szisztémás antihisztaminok               |
| ATC R07 | Egyéb légzőrendszerre ható készítmények  |

## R07A Légzőrendszerre ható egyéb készítmények

### R07AA Tüdősurfactantszerek
| ATC     | Magyar                    | INN                   | Gyógyszerkönyv |
| ------- | ------------------------- | --------------------- | -------------- |
| R07AA01 | Kolfoszceril-palmitát     | Colfosceril palmitate |                |
| R07AA02 | Természetes foszfolipidek | Natural phospholipids |                |
| R07AA30 | Kombinációk               | Kombinációk           |                |

### R07AB Légzőközpont stimulálók
| ATC     | Magyar                    | INN                       | Gyógyszerkönyv           |
| ------- | ------------------------- | ------------------------- | ------------------------ |
| R07AB01 | Doxapram                  | Doxapram                  | Doxaprami hydrochloridum |
| R07AB02 | Niketamid                 | Nikethamide               |                          |
| R07AB03 | Pentetrazol               | Pentetrazol               |                          |
| R07AB04 | Etamivan                  | Etamivan                  |                          |
| R07AB05 | Bemegrid                  | Bemegride                 |                          |
| R07AB06 | Pretkamid                 | Prethcamide               |                          |
| R07AB07 | Almitrin                  | Almitrine                 |                          |
| R07AB08 | Dimeflin                  | Dimefline                 |                          |
| R07AB09 | Mepixanox                 | Mepixanox                 |                          |
| R07AB52 | Niketamid kombinációban   | Niketamid kombinációban   |                          |
| R07AB53 | Pentetrazol kombinációban | Pentetrazol kombinációban |                          |

### R07AX Légzőrendszerre ható egyéb készítmények
| ATC     | Magyar           | INN          | Gyógyszerkönyv    |
| ------- | ---------------- | ------------ | ----------------- |
| R07AX01 | Nitrogén-monoxid | Nitric oxide | Nitrogenii oxidum |
| R07AX02 | Ivakaftor        | Ivacaftor    |                   |